# Jiaping
Jiaping (kinesiska: 嘉平) är en köping i sydvästra Kina. Den ligger i stadsdistriktet Jiangjin i storstadsområdet Chongqing, omkring 67 kilometer söder om det centrala stadsdistriktet Yuzhong.